# Besættelsestidens hverdag
Besættelsestidens hverdag er en dokumentarfilm fra 1981 instrueret af Leif Nerlov efter eget manuskript.

## Handling
Gamle film og billeder danner baggrund for denne film om danskernes dagligdag under besættelsen. Hvordan var denne tid for befolkningen, som for størstedelens vedkommende ikke tog aktivt del i modstandskampen?